# رولف گرونتر
رولف گرونتر (انگلیسی: Rolf Grünther؛ زادهٔ ۱۱ فوریهٔ ۱۹۵۱) بازیکن فوتبال اهل آلمان است.
از باشگاه‌هایی که در آن بازی کرده‌است می‌توان به باشگاه فوتبال آلمانیا آخن و باشگاه فوتبال مونیخ ۱۸۶۰ اشاره کرد.